# Ștefan Vodă (Moldavia)
Ștefan Vodă è una città della Moldavia di 8.982 abitanti, situata nell'omonimo distretto.